# Аль-Мадаини
Абу-ль-Хасан Али ибн Мухаммад ибн Абдуллах ибн Абу Сайф аль-Кураши аль-Мадаини (араб. أبو الحسن علي بن محمد بن عبد الله بن أبي سيف القرشي المدائني‎; ум) — арабский историк. Плодовитый автор (более 200 сочинений), которого часто цитировали более поздние историки.
Аль-Мадаини родился в Басре, вероятно в 752 или 753 году (135 год хиджры). Позднее перебрался в Мадаин, затем в Багдад. Он был вольноотпущенником (мавла) Самуры ибн Хабиба ибн Абд Шамса ибн Абд Манафа. Умер в 848 или 849 году (234 или 235 год хиджры). Насчёт даты его смерти существуют и другие предположения.
Аль-Мадаини является автором более двух сотен сочинений об исламе, истории халифата, завоевательных войнах, восстаниях, историях городов и регионов, жизни Мухаммеда, биографиях писателей и поэтов. Его труды стали основным источником для более поздних арабских историков. Например, на него в своей «Истории пророков и царей» часто ссылался ат-Табари. Аль-Мадаини стал для него почти единственным источником о событиях в Хорасане и Средней Азии. Аль-Балазури в своей «Книге завоевания стран» в разделе о завоевании Синда ссылается только на аль-Мадаини.